# リチャード・リバティーニ
リチャード・リバティーニ（Richard Joseph Libertini、1933年5月21日 - 2016年1月7日）は、アメリカ合衆国の俳優。
マサチューセッツ州ケンブリッジ出身。イタリア系アメリカ人。エマーソン大学卒業。
主に脇役で多く出演した。1963年から1978年まで女優のメリンダ・ディロンと結婚していた。
2016年1月7日、癌で死去、82歳。

## 主な出演作品

### 映画
- 警察がミンスキー劇場をガサ入れした夜 The Night They Raided Minsky's (1968)
- 水は危険・ハイジャック珍道中 Don't Drink the Water (1969)
- おかしな夫婦 The Out of Towners (1970)
- キャッチ=22 Catch-22 (1970)
- ファイヤー・セール Fire Sale (1977)
- 天国の日々 Days of Heaven (1978)
- あきれたあきれた大作戦 The In-Laws (1979)
- ポパイ Popeye (1980)
- シャーキーズ・マシーン Sharky's Machine (1981)
- Soup For One/スープ・フォー・ワン Soup for One (1982)
- 結婚しない族 Best Friends (1982)
- 大脱線 Going Berserk (1983)
- 世紀の取り引き Deal of the Century (1983)
- 殺したいほど愛されて Unfaithfully Yours (1984)
- オール・オブ・ミー/突然半身が女に! All of Me (1984)
- フレッチ/殺人方程式 Fletch (1985)
- ピーター・フォークのビッグ・トラブル Big Trouble (1986)
- 背信の日々 Betrayed (1988)
- フレッチ登場!/5つの顔を持つ男 Fletch Lives (1989)
- 恋のランゲージ Animal Behavior (1989)
- ダックテイル・ザ・ムービー/失われた魔法のランプ DuckTales the Movie: Treasure of the Lost Lamp (1990) アニメ映画、声の出演
- レナードの朝 Awakenings (1990)
- 虚栄のかがり火 The Bonfire of the Vanities (1990)
- ネル Nell (1994)
- ハウス・オブ・フランケンシュタイン House of Frankenstein (1997) テレビ映画
- U.S.プラトーン A Bright Shining Lie (1998) テレビ映画
- リーサル・ウェポン4 Lethal Weapon 4 (1998) クレジットなし
- シシリアン/虐殺の地 Vendetta (1999) テレビ映画
- The 4th Tenor (2002)
- Grilled (2006)
- Everybody Wants to Be Italian (2007)
- イルカと少年 Dolphin Tale (2011)
- How to Become an Outlaw (2014)

### テレビドラマ
- メアリー・ハートマン、メアリー・ハートマン Mary Hartman, Mary Hartman (1976)
- ソープ Soap (1977)
- Barney Miller (1978-1980)
- ブレット・マーベリック Bret Maverick (1982)
- フェアリーテール・シアター Faerie Tale Theatre (1983-1985)
- Family Man (1988)
- The Fanelli Boys (1990-1991)
- パシフィック・ステーション Pacific Station (1991-1992)
- ジェシカおばさんの事件簿 Murder, She Wrote (1993-1996)
- ロー&オーダー Law & Order (1994-1999)
- Jenny (1997-1998)
- アクエリアス 刑事サム・ホディアック Aquarius (2015)

### テレビアニメ
- わんぱくダック夢冒険 DuckTales (1990)